# Sants canonitzats per Pau VI
La llista dels sants canonitzats pel papa Pau VI és la relació dels 83 sants que aquest papa va canonitzar durant els 15 anys de papat entre 1963 i 1978.
| N.  | Sant                          | Data de canonització   | Lloc de canonització         |
| --- | ----------------------------- | ---------------------- | ---------------------------- |
| 1.  | Carles Lwanga i 21 companys   | 18 d'octubre de 1964   | Basílica de Sant Pere        |
| 2.  | Adelaida de Vilich            | 27 de gener de 1966    | Roma (confirmació del culte) |
| 3.  | Bénilde                       | 29 d'octubre de 1967   | Basílica de Sant Pere        |
| 4.  | Julie Billiart                | 22 de juny de 1969     | Basílica de Sant Pere        |
| 5.  | Soledad Torres Acosta         | 25 de gener de 1970    | Basílica de Sant Pere        |
| 6.  | Leonardo Murialdo             | 3 de maig de 1970      | Basílica de Sant Pere        |
| 7.  | Teresa Couderc                | 10 de maig de 1970     | Basílica de Sant Pere        |
| 8.  | Joan d'Àvila                  | 31 de maig de 1970     | Basílica de Sant Pere        |
| 9.  | Nikola Tavelić i 3 companys   | 21 de juny de 1970     | Basílica de Sant Pere        |
| 10. | Cuthbert Mayne i 39 companys  | 25 d'octubre de 1970   | Basílica de Sant Pere        |
| 11. | Teresa de Jesús               | 27 de gener de 1974    | Basílica de Sant Pere        |
| 12. | Joan Baptista de la Concepció | 25 de maig de 1975     | Basílica de Sant Pere        |
| 13. | Vicenta María López y Vicuña  | 25 de maig de 1975     | Basílica de Sant Pere        |
| 14. | Elizabeth Ann Seton           | 14 de setembre de 1975 | Basílica de Sant Pere        |
| 15. | Joan Macias                   | 28 de setembre de 1975 | Basílica de Sant Pere        |
| 16. | Oliver Plunkett               | 12 d'octubre de 1975   | Basílica de Sant Pere        |
| 17. | Justí de Jacobis              | 26 d'octubre de 1975   | Basílica de Sant Pere        |
| 18. | Beatriu de Silva              | 3 d'octubre de 1976    | Basílica de Sant Pere        |
| 19. | Joan Ogilvie                  | 17 d'octubre de 1976   | Basílica de Sant Pere        |
| 20. | Rafaela Porras y Ayllón       | 23 de gener de 1977    | Basílica de Sant Pere        |
| 21. | Joan Neumann                  | 19 de juny de 1977     | Basílica de Sant Pere        |
| 22. | Xàrbel Makhluf                | 9 d'octubre de 1977    | Basílica de Sant Pere        |